# 트랄랄라 유랑단
《트랄랄라 유랑단》는 대한민국의 종합편성채널인 TV조선에서 방영된 예능 프로그램이다.

## 진행자
- 김성주
- 붐

## 출연진
- 안성훈
- 박지현
- 나상도
- 진욱 (1회 ~ 2회, 5회 ~ )
- 박성온

## 게스트
- 마커스 강 (1회 ~ 2회)
- 윤준협 (3회 ~ 4회)
- 추혁진 (3회 ~ 4회)
- 김수찬 (5회 ~ 6회)
- 홍지윤 (7회 ~ 8회)
- 진성 (9회 ~ 10회)
- 김태연 (9회 ~ 10회)
- 한혜진 (11회 ~ 12회)
- 태진아 (13회 ~ 14회)
- 나영 (15회 ~ 16회)
- 김소연 (15회 ~ 16회)
- 한혜진, 정다경, 김용임, 진성, 홍자 (18회)

## 편성 변동 및 결방 사유
- 2025년 1월 3일 - 제주항공 2216편 활주로 이탈 사고로 인한 국가애도기간으로 신년영화편성으로 결방.